# Sölden (Baden-Württemberg)
Sölden település Németországban, azon belül Baden-Württembergben. Lakosainak száma 1283 fő (2023. december 31.). Sölden Ebringen, Wittnau és Bollschweil községekkel határos.

## Népesség
A település népessége az elmúlt években az alábbi módon változott:
| Lakosok száma | 630  | 812  | 791  | 825  | 892  | 1007 | 1170 | 1194 | 1235 | 1283 |
|               | 1961 | 1967 | 1974 | 1980 | 1987 | 1993 | 2000 | 2006 | 2013 | 2023 |